# Adidas Grand Prix

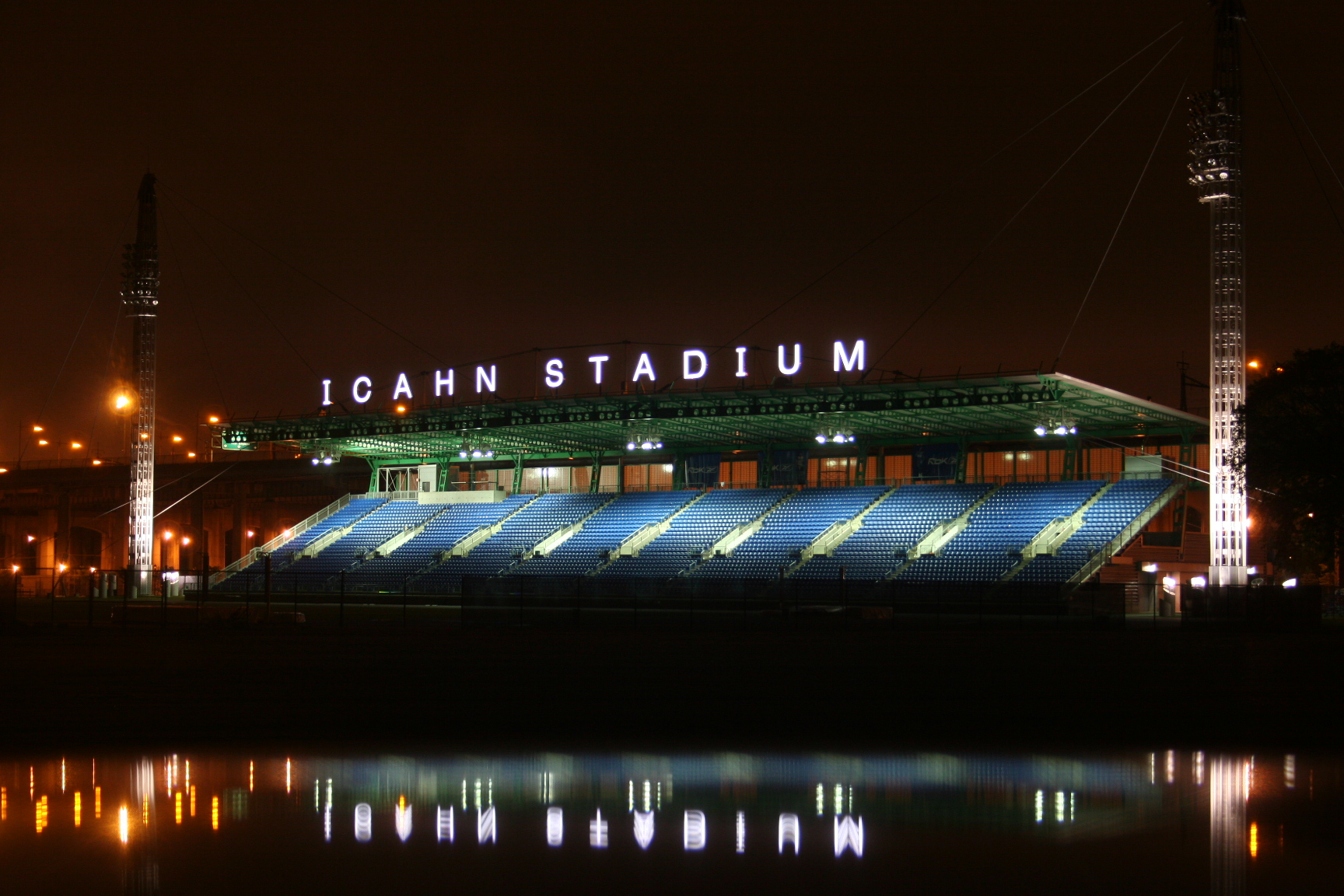
Het Icahn Stadium in New York

De Adidas Grand Prix, tot en met 2009 bekend als de Reebok Grand Prix, was een atletiekwedstrijd die deel uitmaakt van de Diamond League. Voordat de Diamond League voor het eerst werd georganiseerd, in 2010, behoorde de Adidas Grand Prix tot de IAAF Grand Prix-wedstrijden. De wedstrijd werd van 2005 tot 2015 jaarlijks georganiseerd in het Icahn Stadium in New York (Verenigde Staten).

## Programma
In de verschillende jaren van de Adidas Grand Prix hebben er verschillende onderdelen op het programma gestaan. Onderstaande twee schema's geven aan welke onderdelen in welk jaar bij het programma van het evenement hoorden.
| Jaar | 100 | 200 | 400 | 800 | 1000 | 1500 | mijl | 3000 | 5000 | 110 h | 400 h | 3000 s | ver | hss | hoog | pols | kogel | kogelsl. | discus | speer |
| ---- | --- | --- | --- | --- | ---- | ---- | ---- | ---- | ---- | ----- | ----- | ------ | --- | --- | ---- | ---- | ----- | -------- | ------ | ----- |
| 2005 | X   | X   | X   |     | X    |      |      | X    |      | X     | X     |        | X   |     |      |      | X     | X        |        | X     |
| 2006 | X   | X   | X   | X   |      |      | X    |      | X    |       | X     |        |     |     |      |      | X     |          |        |       |
| 2007 | X   | X   | X   | X   |      |      | X    |      | X    | X     | X     |        |     |     |      | X    |       |          | X      |       |
| 2008 | X   | X   | X   | X   |      | X    |      |      | X    | X     | X     | X      |     |     |      |      | X     |          | X      |       |
| 2009 | X   | X   | X   | X   |      | X    |      |      | X    | X     | X     |        |     |     |      |      |       |          |        | X     |
| 2010 | X   |     |     | X   |      | X    |      |      |      |       | X     | X      |     | X   | X    | X    |       |          |        | X     |
| 2011 | X   |     | X   | X   |      |      |      |      | X    |       | X     |        |     | X   |      | X    |       |          |        |       |
| 2012 | X   | X   | X   | X   |      | X    |      |      |      | X     |       |        | X   |     | X    |      |       |          | X      |       |
| 2013 | X   | X   | X   | X   |      |      |      |      | X    | X     | X     |        |     | X   |      |      | X     |          |        |       |

| Jaar | 100 | 200 | 400 | 800 | 1500 | 3000 | 5000 | 100 h | 400 h | 3000 s | ver | hss | hoog | pols | kogel | kogelsl. | discus | speer |
| ---- | --- | --- | --- | --- | ---- | ---- | ---- | ----- | ----- | ------ | --- | --- | ---- | ---- | ----- | -------- | ------ | ----- |
| 2005 | X   |     | X   | X   |      | X    | X    | X     | X     |        |     | X   |      | X    |       |          |        | X     |
| 2006 | X   | X   | X   |     | X    |      | X    | X     |       |        |     |     |      | X    |       |          |        |       |
| 2007 | X   | X   | X   | X   | X    |      | X    | X     |       |        |     |     |      | X    |       |          | X      |       |
| 2008 | X   | X   | X   | X   | X    |      | X    |       | X     |        |     |     |      | X    |       | X        | X      |       |
| 2009 | X   | X   | X   | X   | X    |      | X    |       | X     |        | X   |     |      | X    | X     |          | X      |       |
| 2010 |     | X   | X   |     | X    |      | X    | X     |       |        | X   |     |      | X    | X     |          | X      |       |
| 2011 | X   | X   |     |     | X    |      |      | X     |       | X      | X   |     | X    |      |       |          | X      | X     |
| 2012 | X   | X   | X   | X   |      |      | X    |       | X     |        |     | X   |      | X    | X     |          |        | X     |
| 2013 | X   | X   | X   |     | X    |      |      |       |       | X      | X   |     | X    | X    |       |          | X      | X     |

## Wereldrecordstijdens de Adidas Grand Prix
| Datum       | Atleet        | Onderdeel | Prestatie | Huidig wereldrecord                |
| ----------- | ------------- | --------- | --------- | ---------------------------------- |
| 3 juni 2006 | Meseret Defar | 5000 m    | 14.24,53  | Nee, verbeterd op 15 juni 2007     |
| 31 mei 2008 | Usain Bolt    | 100 m     | 9,72 s    | Nee, verbeterd op 16 augustus 2008 |

## Meetingrecords
| Onderdeel            | Prestatie          | Atleet                      | Nationaliteit | Datum        |
| -------------------- | ------------------ | --------------------------- | ------------- | ------------ |
| 100 m                | 9,72 s (+1,7 m/s)  | Usain Bolt                  | JAM           | 31 mei 2008  |
| 200 m                | 19,58 s (+1,3 m/s) | Tyson Gay                   | USA           | 30 mei 2009  |
| 400 m                | 44,19 s            | LaShawn Merritt             | USA           | 14 juni 2014 |
| 800 m                | 1.41,74            | David Rudisha               | KEN           | 9 juni 2012  |
| 1000 m               | 2.16,94            | Alex Kipchirchir            | KEN           | 11 juni 2005 |
| 1500 m               | 3.33,29            | Nicholas Kemboi             | KEN           | 12 juni 2010 |
| 1 Eng. mijl          | 3.52,84            | Alan Webb                   | USA           | 2 juni 2007  |
| 3000 m               | 7.39,48            | Gebre-egziabher Gebremariam | ETH           | 11 juni 2005 |
| 5000 m               | 13.02,90           | Micah Kogo                  | KEN           | 30 mei 2009  |
| 110 m horden         | 12,84 s (+1,6 m/s) | Devon Allen                 | USA           | 12 juni 2022 |
| 400 m horden         | 47,86 s            | Kerron Clement              | USA           | 12 juni 2010 |
| 3000 m steeplechase  | 8.01,85            | Paul Kipsiele Koech         | KEN           | 31 mei 2008  |
| polsstokhoogspringen | 5,85 m             | Renaud Lavillenie           | FRA           | 12 juni 2010 |
| hoogspringen         | 2,42 m             | Bohdan Bondarenko           | UKR           | 14 juni 2014 |
| hoogspringen         | 2,42 m             | Mutaz Essa Barshim          | QAT           | 14 juni 2014 |
| verspringen          | 8,33 m (+1,6 m/s)  | Jeff Henderson              | USA           | 14 juni 2014 |
| hink-stap-springen   | 17,98 m (+1,2 m/s) | Teddy Tamgho                | FRA           | 12 juni 2010 |
| kogelstoten          | 21,68 m            | Christian Cantwell          | USA           | 3 juni 2006  |
| discuswerpen         | 68,24 m            | Robert Harting              | GER           | 14 juni 2014 |
| kogelslingeren       | 78,70 m            | Rudy Winkler                | USA           | 24 juni 2023 |
| speerwerpen          | 87,02 m            | Andreas Thorkildsen         | NOR           | 12 juni 2010 |
| 4 × 400 m            | 3.04,72            | Executive TC                | USA           | 30 mei 2009  |

| Onderdeel            | Prestatie          | Atlete                    | Nationaliteit | Datum        |
| -------------------- | ------------------ | ------------------------- | ------------- | ------------ |
| 100 m                | 10,83 s (+0,9 m/s) | Aleia Hobbs               | USA           | 12 juni 2022 |
| 200 m                | 21,98 s (+1,4 m/s) | Veronica Campbell-Brown   | JAM           | 12 juni 2010 |
| 400 m                | 48,75 s            | Sydney McLaughlin-Levrone | USA           | 9 juni 2024  |
| 800 m                | 1.57,48            | Fantu Magiso              | ETH           | 9 juni 2012  |
| 1000 m               | 2.37,42            | Erin Donohue              | USA           | 13 juni 2015 |
| 1500 m               | 4.00,13            | Abeba Aregawi             | SWE           | 14 juni 2014 |
| 1 Eng. mijl          | 4.39,17            | Wesley Frazier            | USA           | 25 mei 2013  |
| 3000 m               | 8.33,57            | Meseret Defar             | ETH           | 11 juni 2005 |
| 5000 m               | 14.24,53           | Meseret Defar             | ETH           | 3 juni 2006  |
| 100 m horden         | 12,40 s (+2,0 m/s) | Alaysha Johnson           | USA           | 12 juni 2022 |
| 400 m horden         | 54,35 s            | Gianna Woodruff           | PAN           | 12 juni 2022 |
| 3000 m steeplechase  | 9.18,58            | Sofia Assefa              | ETH           | 14 juni 2014 |
| hoogspringen         | 1,97 m             | Ruth Beitia               | ESP           | 13 juni 2015 |
| hoogspringen         | 1,97 m             | Blanka Vlašić             | CRO           | 13 juni 2015 |
| polsstokhoogspringen | 4,88 m             | Jennifer Suhr             | USA           | 2 juni 2007  |
| verspringen          | 7,14 m (−0,9 m/s)  | Tara Davis-Woodhall       | USA           | 9 juni 2024  |
| hink-stap-springen   | 14,71 m (−0,9 m/s) | Olga Rypakova             | KAZ           | 9 juni 2012  |
| kogelstoten          | 20,60 m            | Valerie Vili              | NZL           | 9 juni 2012  |
| discuswerpen         | 68,48 m            | Sandra Perković           | CRO           | 25 mei 2013  |
| kogelslingeren       | 71,11 m            | Anette Echikunwoke        | USA           | 24 juni 2023 |
| kogelslingeren       | 71,11 m            | Jillian Shippee           | USA           | 24 juni 2023 |
| speerwerpen          | 69,35 m            | Sunette Viljoen           | RSA           | 9 juni 2012  |
| 4 × 400 m            | 3.40,85            | Queens                    | USA           | 12 juni 2010 |